# Napetostni kalcijev kanalček
Napetostni kalcijevi kanalčki so skupina napetostnih ionskih kanalčkov, ki se nahajajo v vzdražnih celicah (npr. mišičnih in živčnih celicah, celicah glije ...) in so selektivno prepustni za kalcijeve ione Ca2+. V manjši meri so prepustni tudi za natrijeve ione, zato jih včasih imenujejo tudi kalcij-natrijevi ionski kanalčki, vendar je njihova prepustnost v normalnih fizioloških razmerah okoli 1000-krat večja za Ca2+. Pri mirovnem membranskem potencialu so praviloma zaprti, odprejo pa se, ko se celična membrana depolarizira; torej je dražljaj za njihovo aktivacijo sprememba napetosti membrane, kar jim daje njihovo ime.Odprtje kalcijevih kanalčkov omogoči kalcijevim ionom, da skoznje vstopijo iz zunanjosti v celico, kar odvisno od vrste celice sproži določen odziv: mišično kontrakcijo, vzdraženje živčne celice, navzgornjo regulacijo izražanja genov ali sprostitev hormonov ali živčnih prenašalcev iz dotične celice.

## Tipi
Obstaja več tipov napetostnih kalcijevih kanalčkov, ki se razlikujejo glede na fiziološko vlogo in/ali njihovo dovzetnost za določene toksine. Stukturno so si sicer podobni. Visokonapetostni kalcijevi kanalčki, torej tisti, katerih dražljaj za odprtje predstavlja visoka napetost, so štirih različnih tipov: L, N, P/Q in R. Tip N (nevronski tip) se blokira s ω-konotoksinom, tip R (rezistentni tip – neobčutljiv je na toksine in druge zaviralce, razen na SNX-482) je udeležen v še slabo poznane procese v možganih, njemu soroden tip P/Q se blokira v prisotnosti ω-agatoksinov, tip L pa je občutljiv na dihidropiridin in je odgovoren za kontrakcijo gladke, skeletne in srčne mišičnine ter za sekrecijo hormonov iz endokrinih celic:
| Tip     | Občutljivost za 1,4-dihidropiridin (DHP) | Občutljivost za ω-konotoksin | Občutljivost za ω-agatoksin |
| Tip L   | se blokira                               | neobčutljiv                  | neobčutljiv                 |
| Tip N   | neobčutljiv                              | se blokira                   | neobčutljiv                 |
| Tip P/Q | neobčutljiv                              | neobčutljiv                  | se blokira                  |
| Tip R   | neobčutljiv                              | neobčutljiv                  | neobčutljiv                 |

## Zgradba
Napetostni kalcijevi kanalčki so zapletene beljakovine, sestavljene iz 4 ali 5 različnih podenot, ki jih zapisujejo različni geni. Poznane so naslednje podenote: α1, α2δ, β1-4 in γ. Podenota α1 meri 190 do 250 kDa in je največja podenota in vsebuje poro za prehod ionov, senzorno mesto za napetost, aparat za odpiranje kanalčka ter vezavna mesta za sekundarne obveščevalce, zdravila in toksine. Znotrajcelična podenota β ter transmembranska podenota α2δ tvorita z disulfidno vezjo povezan kompleks, ki predstavlja sestavni del večine različnih tipov kalcijevih kanalčkov. Podenoto γ so opazili pri kalcijevih kanalčkih v celicah skeletne mišičnine; sorodne podenote pa se izražajo tudi v možganih in srčni mišičnini. Različne podenote sicer modulirajo lastnosti beljakovinskega kompleksa, ki predstavlja kalcijev kanalček, vendar pa na različne farmakološke in elektrofiziološke lastnosti napetostnih kanalčkov primarno vplivajo raznovrstni podtipi enote α1.

### Podenota α1
Podenota α1 je primarna podenota, ki je nujno potrebna za funkcionalnost visokonapetsotnih kalcijevih kanalčkov in je sestavljena iz štirih homolognih domen I–IV in vsaka vsebuje 6 transmembranskih vijačnic α. Doslej so identificirali 10 različnih podenot α1:
| Tip kanalčka | Dražljaj za odprtje | Podenota α1 (zapisujoči gen)                                        | Povezane podenote       | Najpogostejša mesta nahajanja                                                                                         |
| Tip L        | visoka napetost     | Cav1.1 (CACNA1S) Cav1.2 (CACNA1C) Cav1.3 (CACNA1D) Cav1.4 (CACNA1F) | α2δ, β, γ               | skeletno mišičje, kosti (osteoblasti), miociti v srčnih prekatih, dendriti, dendritski trni nevronov možganske skorje |
| Tip P/Q      | visoka napetost     | Cav2.1 (CACNA1A)                                                    | α2δ, β, lahko γ         | Purkynjeva vlakna v malih možganih/zrnaste celice v malih možganih                                                    |
| Tip N        | visoka napetost     | Cav2.2 (CACNA1B)                                                    | α2δ/β1, β3, β4, lahko γ | možgani in obkrajno živčevje                                                                                          |
| Tip R        | srednja napetost    | Cav2.3 (CACNA1E)                                                    | α2δ, β, lahko γ         | zrnaste celice v malih možganih, drugi nevroni                                                                        |
| Tip T        | nizka napetost      | Cav3.1 (CACNA1G) Cav3.2 (CACNA1H) Cav3.3 (CACNA1I)                  |                         | nevroni, celice z aktivnostjo naravnega spodbujevalnika, kosti (osteociti)                                            |